# Трусо
Трусо — прусский торгово-ремесленный центр (эмпорий). С него в IX—X веках начинался Янтарный путь на юг.  Торговый центр Трусо  соперничал за главенство в регионе с городом Кауп. 
Известен главным образом из описания путешествий викинга Вульфстана, который был направлен в Трусо на исходе IX века Альфредом Великим. В конце XIX века развернулась научная дискуссия о местоположении Трусо. После раскопок Марека Ягодинского населенного пункта в дельте Вислы (на протоке Ногата)   на берегу озера Дружно (Друзно), неподалёку от деревни Янов Поморский (в пригороде современного Эльблонга, Варминьско-Мазурское воеводство). отождествляется с данным пунктом.

## История и археология
Трусо на рубеже VII—VIII веков в устье реки Ногаты возник торговый пункт. Среди его жителей были как пруссы, так и выходцы с острова Готланд. Археолог Марек Ягодинский исследовавший Трусо отметил, что погребения в нём совершались по прусскому обряду. Лишь в женских погребениях нашли вещи готландского происхождения, а в мужских погребениях лишь прусский инвентарь.
О Трусо сохранилось упоминание в рассказе о путешествии Вульфстана:

Вульфстан "сказал, что он вышел из Хэтума, что он был в Трусо через семь дней и ночей, что корабль весь путь шел под парусами. Справа по борту был Веонодланд, а слева — Лангаланд и Лэланд, и Фальстер, и Сконег; и все эти земли принадлежат Денемеарку. И далее слева от нас был Бургендаланд, и у них есть свой собственный король. Далее, за землей бургендов, слева от нас были те земли, которые называются сначала Блекингаэг и Меоре, и [26] Эоланд, и Готланд; и эти земли принадлежат Свеону и Веонодланд был справа от нас на всем пути до устья Висле. Висле — очень большая река, и она разделяет Витланд и Веонодланд; а Витланд принадлежит эстам, а Висле вытекает из Веонодланда и впадает в Эстмере; а ширина Эстмере не менее пятнадцати миль. Далее на востоке в Эстмере впадает Илфинг из озера, на берегу которого стоит Трусо; и они вытекают вместе в Эстмере, Илфинг с востока от Эстланда, а Висле с юга от Винодланда. И далее Висле дает Илфингу свое название и вытекает из этого озера с запада на север в море; и поэтому называется это [место] устьем Висле.— Орозий короля Альфреда
В связи с тем, что в гавани Трусо в 1983 году были обнаружены остатки восьми ладей с дирхемами 850 года это интерпретируется рядом исследователей как свидетельство что между 850-ми и 890-ми (когда плавал Вульфстан) город был разрушен. По мнению других в рассказе о плавании Вульфстана Трусо «стоит на берегу озера». В. И. Кулаков считает, что после набега этот центр возродился и функционировал вплоть до конца XI века. Большая российская энциклопедия датирует Трусо VIII—XII веками.

## Описание

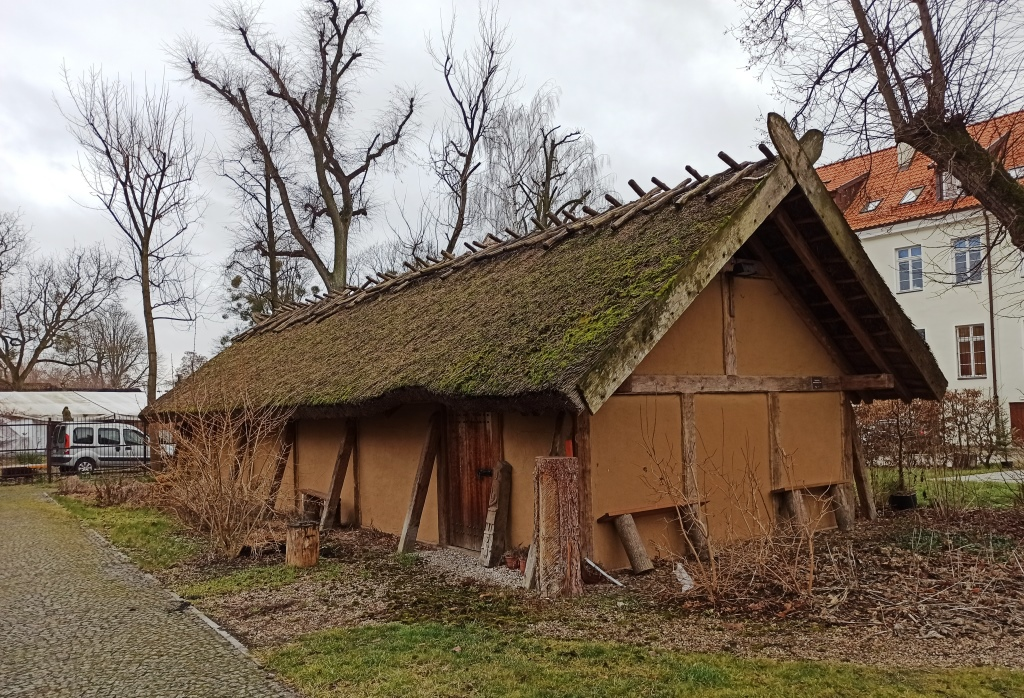
Реконструированный дом из Трусо (музей в Эльблонге)

По реконструкциям археологов Трусо представляло собой поселение с площадью 600×500 метров. Было защищено полукруглым валом лишь с напольной стороны. Существовали открытые площадки занимаемые жилыми постройками. Были и помещения предназначенные для торговли иноземных купцов. Торговля с ними носила сезонный характер. Дома представляли собой столбовые и срубные постройки. Население занималось обработкой янтаря и косторезным ремеслом, рыболовством изготовляло железные пластины и керамику.
Найденные дирхемы (обнаружено более 500 штук), а также разные по происхождению (скандинавские, византийские, древне-русские) товары и украшения свидетельствуют об активных и широких торговых связях.